# Франклин, Джессе
Джессе Франклин  (англ. Jesse Franklin) — американский военный и политик, сенатор США от Северной Каролины (1799—1805, 1807—1813), некоторое время Временный президент Сената США, впоследствии 20-й губернатор Северной Каролины. Родной брат конгрессмена Мешака Франклина.